# Superficie di Plutone
La superficie di Plutone è composta generalmente da ghiaccio d'acqua, metano, azoto e monossido di carbonio ghiacciati; la sua temperatura dovrebbe essere compresa tra −228 e −238 °C.
Secondo l'astronomo Mike Brown, Plutone ha la superficie più cangiante di tutto il Sistema Solare.

## Osservazioni della superficie di Plutone
Fino al 2015, anno di passaggio della sonda New Horizons, non è stato possibile risolvere i dettagli morfologici della geografia plutoniana a causa dell'enorme distanza del pianeta nano dalla Terra, mentre appare predominante un colore rossastro della stessa.
Le immagini inviate dal telescopio spaziale Hubble hanno una risoluzione simile alle immagini di Marte prese ai telescopi terrestri: i contorni sono contrastati, i bordi offuscati e le caratteristiche chiaro-scure si mescolano assieme. Le varie immagini prese sono frutto di un programma di elaborazione delle stesse che copre l'85% della superficie del pianeta nano e suggerisce che Plutone possiede una cintura equatoriale scura e regioni con più alto potere riflettente ai poli.
Una mappa realizzata tramite 12 osservazioni effettuate dal telescopio spaziale Hubble nel 2002 e 2003 ha rivelato sostanziali mutazioni nella topografia plutoniana rispetto alle osservazioni precedenti (1994), sulla cui natura ci si interroga tuttora. È plausibile che l'avanzamento delle stagioni (nel 2002-2003 Plutone era nella sua primavera) possa provocare l'evaporazione dell'azoto ghiacciato dal suolo dell'emisfero settentrionale e conseguenti precipitazioni nevose sull'emisfero sud (attualmente in ombra e non visibile dalla Terra). Nel corso delle osservazioni è stato anche riscontrato un aumento della tonalità rossa del pianeta rispetto agli anni precedenti e a fronte di una stabilità cromatica del suo satellite Caronte.

## Topografia di Plutone
Dalla sua scoperta fino al 2015, Plutone non era mai stato osservato con sufficiente dettaglio per identificare una qualsiasi struttura. Poi con la prima foto "da abbastanza vicino" venne individuata una larga macchia chiara che per la sua forma assunse il nome di "cuore di Plutone" (la Tombaugh Regio, dallo scopritore del pianeta nano Clyde Tombaugh) senza però essere ancora in grado di definirne la natura. Ci vollero però ancora parecchi mesi prima che la sonda New Horizons potesse inviare immagini di maggior dettaglio che permisero di individuare svariate caratteristiche e ottenere una prima topografia di qualità della sua superficie. Ad oggi l'IAU ha individuato sulla superficie di Plutone cavi, crateri, dorsum, fossae, montes, planitia, regio e terrae.
I cavi, al singolare cavus, sono depressioni irregolari particolarmente ripide la cui origine non è l'impatto di un asteroide sul corpo celeste.
I crateri sono delle depressioni circolari sulla superficie di un corpo celeste, e si differenziano dai cavus perché sono causati da impatti dello stesso corpo celeste con asteroidi, meteoroidi e comete.
I dorsa, al singolare dorsum, sono formazioni geologiche simili a creste, o comunque di forma allungata e sopraelevate rispetto al terreno circostante, presenti su altri corpi celesti.
Le fossae, al singolare fossa, sono depressioni allungate in senso longitudinale, oppure valli particolarmente lunghe e rettilinee.
I montes, al singolare mons, sono una varietà di geomorfologie osservabili sulla superficie di pianeti o su altri corpi celesti di composizione solida, quali ad esempio i rilievi che circondano un grande cratere d'impatto, le creste o delle semplici montagne isolate, anche di origine vulcanica.
Le planitiae, al singolare planitia, sono bassipiani o regioni prive di rilievi.
Le regiones, al singolare regio, sono vaste aree sulla superficie di un pianeta o di un altro corpo celeste che si contraddistinguano dalle regioni circostanti per la maggiore o minore riflettività o per il diverso colore.
Le terrae, al singolare terra, sono continenti o vaste regioni presenti sulla superficie di pianeti o altri corpi celesti.

## Morfologia della superficie
La temperatura stimata su Plutone è di 40 K, circa -233 °C, per cui ogni materiale sulla superficie di Plutone è ghiacciato.
Le immagini della New Horizons hanno confermato che la superficie di Plutone è molto varia, e presenta aree con grandi differenze in luminosità e colore, un contrasto che lo rende simile alla luna di Saturno Giapeto. Il colore della superficie varia dal nero carbone, all'arancione scuro e al bianco, generalmente più arancione e meno rosso di quella di Marte e più simile a quello di Io. Caratteristiche importanti della superficie sono Tombaugh Regio, il "Cuore", che si presenta come una grande area luminosa, Cthulhu Macula,, grande area scura chiamata anche Whale per la forma che ricorda quella di una balena, e Brass Knuckles, una serie di aree scure equatoriali tra il "cuore" e la coda della "balena".
Il Polo Nord è ricco di ghiaccio di metano, in quanto dal 1987 quest'area è illuminata dal Sole e l'azoto si è sublimato ghiacciandosi nuovamente in zone più fredde.

### Sputnik Planitia
Sputnik Planitia, situata nel lobo occidentale del Cuore, è un bacino di 1.000 chilometri composto da azoto e monossido di carbonio ghiacciati, suddiviso in cellule poligonali del diametro di circa 33 km, che presenta segni evidenti di flussi glaciali sia dentro che fuori dal bacino. La New Horizons in questa zona non ha rilevato crateri, il che suggerisce che la sua superficie abbia meno di 10 milioni di anni; gli ultimi studi suggeriscono che la superficie abbia un'età di 180000+90000
−40000 anni. Il team scientifico della New Horizons ha affermato che Plutone mostra una varietà sorprendentemente ampia di forme geologiche, comprese quelle derivanti da fenomeni glaciologici, tettonici, interazioni tra superficie e atmosfera, impatti, possibili processi criovolcanici e movimenti di massa.

#### Dune trasversali di Sputnik Planitia
Nella parte occidentale di Sputnik Planitia ci sono zone di dune trasversali formate dai venti che soffiano dal centro del bacino in direzione delle montagne circostanti. La lunghezza delle dune è compresa tra 0,4–1 km e sono probabilmente costituite da particelle di metano della grandezza di 200-300 μm.

### Presenza di ghiaccio d'acqua e orografia
La New Horizons ha anche rilevato presenza di ghiaccio d'acqua sulla superficie di Plutone, soprattutto vicino a Sputnik Planitia e nella Virgil Fossa.
Nel "cuore" di Plutone (Tombaugh Regio) ci sono montagne di ghiaccio alte fino a 3500 metri, composte principalmente di ghiaccio d'acqua e concentrate nella Sputnik Planitia.

## Composizione della superficie
Plutone subisce importanti cambiamenti climatici stagionali dovuti alla forte eccentricità della sua orbita attorno al Sole; infatti la distanza del pianeta nano dalla stella varia da 4,4 a 7,4 miliardi di chilometri. Nel perielio si ipotizza avvenga una sublimazione della superficie, come succede nelle comete, con la presumibile produzione di una tenue atmosfera; durante l'allontanamento dal Sole l'atmosfera si raffredda e viene parzialmente dispersa nello spazio, mentre quella che rimane si deposita al suolo, forse sotto forma di neve. Quindi ogni 248 anni, che è il periodo orbitale di Plutone, il ghiaccio che si trova in superficie viene rinnovato e di conseguenza l'albedo di Plutone aumenta.
Le superfici di Plutone e Caronte sono soggette a continui impatti che portano a scoprire i materiali interni originari nascosti nella crosta carboniosa; gli spettri rivelano per Plutone la traccia di ghiaccio di metano e quella dominante di ghiaccio d'acqua per Caronte.
Nel suo passaggio ravvicinato il 14 luglio 2015 la sonda statunitense New Horizons ha rilevato la presenza di ghiacciai in movimento composti di metano, monossido di carbonio e azoto sui margini della plutoniana pianura chiamata Sputnik..